# روابط ایالات متحده آمریکا و چین
روابط چین و آمریکا روابط بین‌الملل بین ایالات متحده آمریکا و جمهوری خلق چین است. شراکت بین چین و آمریکا، که در آن هر کشور دیگری را دشمنی احتمالی و در عین حال شریکی استراتژیک می‌داند، از سوی رهبران و آکادمیسین‌های جهان به عنوان مهمترین رابطهٔ دوجانبهٔ جهان در این قرن توصیف شده است. تا تاریخ ۲۰۱۴، آمریکا بزرگترین اقتصاد جهان و چین دومین اقتصاد بزرگ جهان بود. صندوق بین‌المللی پول تخمین زده بود که اقتصاد چین در سال ۲۰۱۴ از لحاظ تولید ناخالص داخلی (برابری قدرت خرید) از آمریکا جلو زده ولی اقتصاد آمریکا از لحاظ تولید ناخالص داخلی نامی بزرگترین اقتصاد جهان باقی می‌ماند.

## نگارخانه

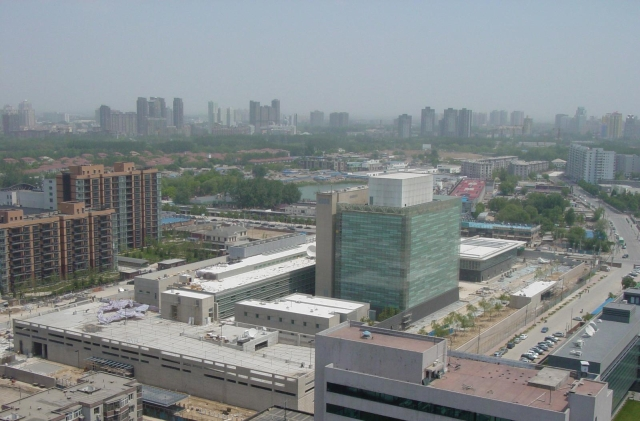
سفارت آمریکا در چین
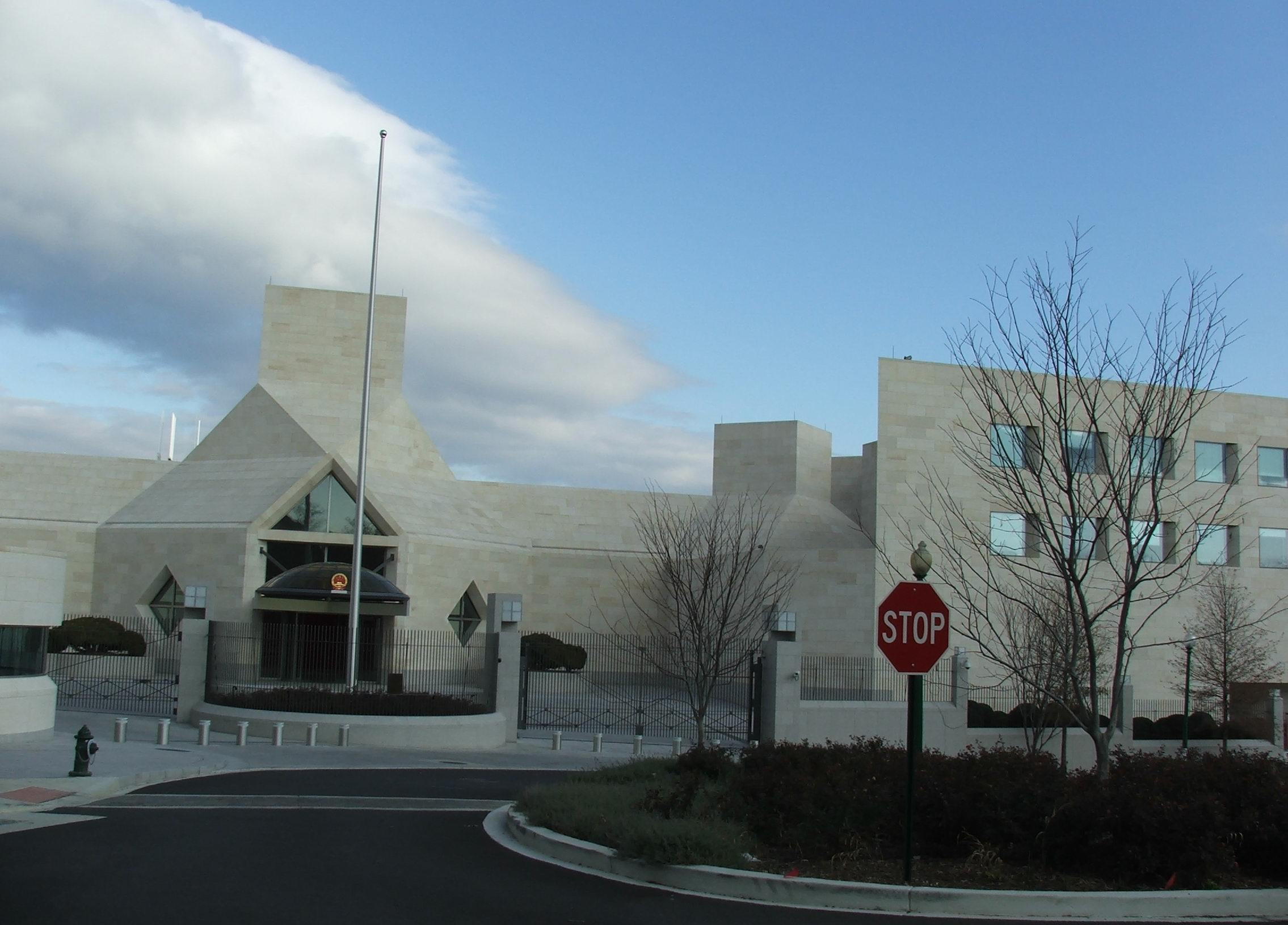
سفارت چین در آمریکا